# Tigrica
Tigrica (latinski Melopsittacus undulatus) je papiga iz potporodice Loriinae. Jedina je vrsta roda Melopsittacus. Žive u suhoj unutrašnjosti Australije, gdje obitavaju već barem pet milijuna godina. Prijašnji istraživači su mislili da su tigrice bile vrsta između roda Neophema i Pezoporus zbog pruga na tijelu. Međutim, istraživanja DNK tigrica je pokazalo da su srodnije lorijima (potporodica Loriinae) i smokvinim papagajima.

## Izgled
Divlje tigrice koje nastanjuju Australiju su 18 cm duge i 30-40 grama teške, a boja tijela je svijetlozelena sa žutom glavom. Pruge idu od glave preko leđa i krila. Kljun je maslinastozelen a noge su plavkastosive i zigodaktilne. Divlje tigrice su upadljivo manje od onih u zatočeništvu. Postoji spolni dimorfizam, jer mužjaci imaju plave nosnice, a ženke imaju smeđe kada odrastu. 

### Boja
Postoje barem 32 primarne mutacije kod boje ovih papiga. Svaka od njih pripada u jednu skupinu od ovih: albinizam (potpuno ili djelomično smanjen melanin u svim tkivima ili strukturama tijela), dilucija (manja količina melanina samo kod perja), leucizam (nigdje nema melanina ili ga ima samo na perju) i melanizam (jako velika količina melanina kod perja).

## Razmnožavanje
U divljini se uglavnom razmnožavaju između lipnja i rujna na sjeveru Australije i između kolovoza i siječnja na jugu. Gnijezdo je rupa u drvetu, stubu ograde ili palom drvetu. Ženka nese 4-6 jaja, koja inkubira 18-21 dan. Obično su duga 1-2 cm, bijela, bez ikakvih pruga. Mladi su slijepi i bespomoćni do oko 10 dana starosti, kada im se oči otvaraju i paperje počinje rasti. Pravo perje razviju s oko 3 tjedna starosti. Sada se već može raspoznati boja perja. Mužjak počinje pomagati oko podizanja mladih. Odrasli su s oko 6 tjedana starosti.

## Vanjske poveznice
Tigrice - njega, ponašanje, bolesti, igračke, pripitomljavanje...  Arhivirana inačica izvorne stranice od 2. svibnja 2006. (Wayback Machine)